# Chaim Eiss
Chaim Yisroel Eiss (hebr. חיים ישראל אייז, ur. 16 września 1876 w Ustrzykach Dolnych, zm. w listopadzie 1943 w Zurychu) – żydowski kupiec z Zurychu, ultraortodoksyjny działacz diaspory żydowskiej, jeden z założycieli i liderów ruchu Agudat Israel, w czasie II wojny światowej zaangażowany w ratowanie Żydów z Zagłady poprzez produkcję fałszywych paszportów Ameryki Łacińskiej we współpracy z grupą Ładosia. W ich tworzeniu korzystał ze współpracy z konsulami latynoamerykańskimi oraz z Poselstwem RP w Bernie. Eiss zajmował się przemytem dokumentów do okupowanej Polski, był również dostarczycielem list beneficjentów oraz koordynatorem pomocy humanitarnej dla Żydów. Ocenia się, że jego działania przyczyniły się do uratowania od kilkuset do kilku tysięcy osób. Zeznania Eissa są jednym z głównych źródeł wiedzy o działaniach posła Aleksandra Ładosia i innych polskich dyplomatów ze Szwajcarii na rzecz ratowania ofiar Holocaustu.

## Dzieciństwo i życie osobiste
Chaim Yisroel Eiss urodził się w 1876 roku w Ustrzykach pod imieniem Israel jako syn ultraortodoksyjnych Żydów Mojżesza i Myrii z domu Kessler. Jego ojciec był kupcem. Miał dziesięcioro rodzeństwa, z których wszyscy zmarli w dzieciństwie. Imię Chaim (חַיִּים), oznaczające „życie” ma charakter symboliczny – zostało Eissowi nadane jako jedynemu dziecku, które przeżyło. Był samoukiem bez świeckiego wykształcenia. „Nie wyuczyłem się także żadnego zawodu, ponieważ mój ojciec chciał, abym został rabinem – z tego powodu zajmowałem się tylko studiami nad religią żydowską” – mówił później. Eiss przyjechał w 1900 roku do Szwajcarii, gdzie chciał pójść na studia. Zamiast nauki podjął jednak pracę jako domokrążca, a od 1901 roku posiadał własny sklep przy Müllerstrasse w Zurychu.
Ożenił się z Adele Holles, z którą miał dziesięcioro dzieci. Od 1916 roku mieszkał wraz z rodziną w Winterthur. Potomkowie Eissa żyją m.in. w Szwajcarii i Izraelu.

## Akcja ratowania Żydów z Zagłady
Jako jeden z założycieli religijnej partii Agudat Israel i lider jej szwajcarskiej odnogi, Eiss miał znakomite kontakty z ultraortodoksyjnymi Żydami w Europie Środkowej i bardzo szybko zorientował się w celach polityki III Rzeszy wobec Żydów. Począwszy od 1940 roku zajmował się koordynowaniem i przemytem korespondencji między gettami w okupowanej Polsce oraz biurami Agudat w Londynie, Nowym Jorku i Stambule. Jego głównym celem było wydobycie jak największej liczby Żydów spod władzy nazistów.
Eiss stworzył sieć przemytu dokumentów – zdjęć paszportowych, listów i nielegalnych poświadczeń obywatelstw, które za pośrednictwem ruchów oporu, diaspory żydowskiej oraz skorumpowanych członków niemieckiej administracji, przemycano do gett w okupowanej Polsce. W latach 1941–1943 był jedną z osób finansujących kupowanie nielegalnych paszportów państw Ameryki Łacińskiej. Osoby posiadające kopie paszportów zwolnione były z wywózek do obozów zagłady i zamiast tego były wysyłane m.in. do obozu w Vittel we Francji lub do podobozu dla internowanych w Bergen-Belsen, gdzie oczekiwały na ewentualną wymianę na Niemców internowanych w państwach alianckich.
W maju 1943 roku był w związku z tym przesłuchiwany przez szwajcarską policję. Jego zeznania przypisują główną rolę w produkcji paszportów dyplomatom Poselstwa RP w Bernie i stanowią jedno z najważniejszych źródeł pozwalających odtworzyć schemat produkcji paszportów. Eiss zeznał, że przekazywał pieniądze na łapówki dla konsula honorowego Paragwaju Rudolfa Hügliego, polskiemu konsulowi Konstantemu Rokickiemu, który dokonywał ich wręczenia i kupował za nie paszporty in blanco. Z innych zeznań wiadomo, że nie robił tego bezpośrednio, tylko za pośrednictwem żydowskiego pracownika konsulatu Juliusza Kühla. Ten ostatni brał udział również w transporcie paszportów, które trafiały do Sekcji Konsularnej Poselstwa RP i wypełniane były przez Rokickiego nazwiskami osób z list przekazywanych przez Eissa. Następnie wypełnione profesjonalnie blankiety wracały do konsulatu honorowego Paragwaju, gdzie Hügli przystawiał do nich pieczęć, podpisywał, a później jako notariusz sporządzał kopię i odpis zgodności z oryginałem. Do gett nie przemycano oryginałów, lecz kopie paszportów.
Zanim policja wpadła na trop Eissa, przesłuchała (w styczniu 1943 roku) konsula honorowego Paragwaju Rudolfa Hügliego oraz Juliusza Kühla, którzy przyznali się do udziału w akcji (Hügli dodatkowo do brania łapówek od Polaków). Wśród możliwych przyczyn wpadki wymienia się uzyskanie przez Gestapo informacji o procederze w getcie będzińskim, donos innego z konsulów Paragwaju, informację przekazaną Szwajcarom przez Niemców lub fakt przedostania się niektórych posiadaczy paszportów do Szwajcarii.
Schemat polegający na kaskadowym przekazywaniu łapówek ułatwiał zachowanie przez kilka miesięcy konspiracyjnego charakteru akcji, a ponadto – po wpadce – pozwolił polskiemu posłowi Aleksandrowi Ładosiowi bronić procederu wobec władz szwajcarskich. Ładoś argumentował bowiem, że fałszerstwa dokonywano na terytorium objętym polską jurysdykcją i w imię wyższej konieczności, przesyłanie zaś potwierdzonych kopii fałszywych paszportów nie stanowiło przestępstwa w rozumieniu szwajcarskiego prawa. Po interwencji polskiego posła, władze odstąpiły od wyciągania konsekwencji wobec polskich i żydowskich uczestników akcji. Zwrócić jednak należy uwagę, że jesienią 1943 roku porażka Niemiec w wojnie wydawała się już pewna.

## Śmierć i spuścizna
Chaim Israel Eiss zmarł nagle w listopadzie 1943 roku na zawał serca. Do tego czasu Niemcy zażądały od państw Ameryki Łacińskiej potwierdzenia obywatelstw, a większość konsulów latynoamerykańskich, z którymi współpracował Eiss, została już pozbawiona exequatur i akcja paszportyzacyjna osłabła. Jedynym, który w dalszym ciągu zajmował się produkcją paszportów, m.in. dla ofiar Holocaustu na Węgrzech, był konsul Salwadoru José Castellanos, uznany później za Sprawiedliwego wśród Narodów Świata. Poseł Ładoś pisał z kolei w depeszy do rządu RP na uchodźstwie, by ten wzmógł naciski na państwa latynoamerykańskie i wymusił na nich tymczasowe uznanie paszportów.
Pomimo podjętej przez Polskę (i Stolicę Apostolską) akcji, większość państw odmówiła lub uczyniła to z dużą zwłoką. Uznania obywatelstw dokonały m.in. Salwador i Paragwaj. Stąd przeżyła znaczna część osób ocalonych za pośrednictwem Konsulatu Salwadoru i pewna część posiadaczy paragwajskich paszportów sfałszowanych przez Poselstwo RP w Bernie.

## Działania polskiego ministerstwa kultury w sprawie archiwum Eissa
W sierpniu 2018 roku Ministerstwo Kultury i Dziedzictwa Narodowego odkupiło tzw. Archiwum Eissa od rodziny kupca. Jest to jeden z największych zbiorów dokumentujących działania ratunkowe polskiej dyplomacji na rzecz zagrożonych Zagładą Żydów. Uratowano 2200 osób, z których większość przed wojną nie była obywatelami RP. W skład archiwum wchodzą paszporty, zdjęcia i listy osób, którym zorganizowano ucieczkę z krajów okupowanych przez Niemcy. 
O pozyskaniu archiwum poinformowało Ministerstwo Kultury i Dziedzictwa Narodowego oraz Państwowe Muzeum Auschwitz-Birkenau w Oświęcimiu. Jak podkreśla ambasador RP w Szwajcarii dr Jakub Kumoch, asumptem do podjęcia działań na rzecz odkupienia Archiwum Eissa przez Ministerstwo Kultury i Dziedzictwa Narodowego był tekst Michała Potockiego, Zbigniewa Parafianowicza z sierpnia 2017 roku opublikowany w Dzienniku Gazecie Prawnej.

## Odznaczenia
- Medal Virtus et Fraternitas – 2019, pośmiertnie[12][13]